# Potentilla aladaghensis
Potentilla aladaghensis är en rosväxtart som beskrevs av E. Leblebici. Potentilla aladaghensis ingår i Fingerörtssläktet som ingår i familjen rosväxter. Inga underarter finns listade i Catalogue of Life.